# 千代田町 (前橋市)
千代田町（ちよだまち）は、群馬県前橋市の地名。千代田町一丁目から千代田町五丁目がある。郵便番号は371-0022。2013年現在の面積は0.33km2。

## 地理
北端を広瀬川が流れている。

### 河川
- 広瀬川

## 歴史
前橋市の旧町名である11町の各一部が合併し成立した地名である。

### 年表
- 1966年10月1日北曲輪町、神明町の各一部から千代田町一丁目、北曲輪町、桑町、竪町、横山町、立川町の各一部から千代田町二丁目、竪町、立川町、栄町の各一部から千代田町三丁目、横山町、立川町、榎町、桑町、紺屋町の各一部から千代田町四丁目、榎町、紺屋町、萱町の各一部から千代田町五丁目が成立。

## 世帯数と人口
2017年（平成29年）8月31日現在の世帯数と人口は以下の通りである。
| 丁目           | 世帯数  | 人口    |
| -------------- | ------- | ------- |
| 千代田町一丁目 | 194世帯 | 368人   |
| 千代田町二丁目 | 207世帯 | 361人   |
| 千代田町三丁目 | 192世帯 | 341人   |
| 千代田町四丁目 | 84世帯  | 150人   |
| 千代田町五丁目 | 110世帯 | 181人   |
| 計             | 787世帯 | 1,401人 |

## 小・中学校の学区
市立小・中学校に通う場合、学区は以下の通りとなる。
| 丁目           | 番地 | 小学校             | 中学校             |
| -------------- | ---- | ------------------ | ------------------ |
| 千代田町一丁目 | 全域 | 前橋市立桃井小学校 | 前橋市立第一中学校 |
| 千代田町二丁目 | 全域 | 前橋市立桃井小学校 | 前橋市立第一中学校 |
| 千代田町三丁目 | 全域 | 前橋市立桃井小学校 | 前橋市立第一中学校 |
| 千代田町四丁目 | 全域 | 前橋市立桃井小学校 | 前橋市立第一中学校 |
| 千代田町五丁目 | 全域 | 前橋市立桃井小学校 | 前橋市立第一中学校 |

## 交通

### 鉄道
鉄道駅はない。

### 道路
国道は国道17号、県道は群馬県道3号前橋大間々桐生線と群馬県道10号前橋安中富岡線が通っている。

## 施設
- アーツ前橋
- 前橋テルサ（前三百貨店跡）
- 前橋市消防局中央消防署千代田分署
- スズラン百貨店前橋店
- 水と緑と詩のまち前橋文学館
- つどにわ（しののめ信用金庫・エフエム群馬共同運用の広場[6]）

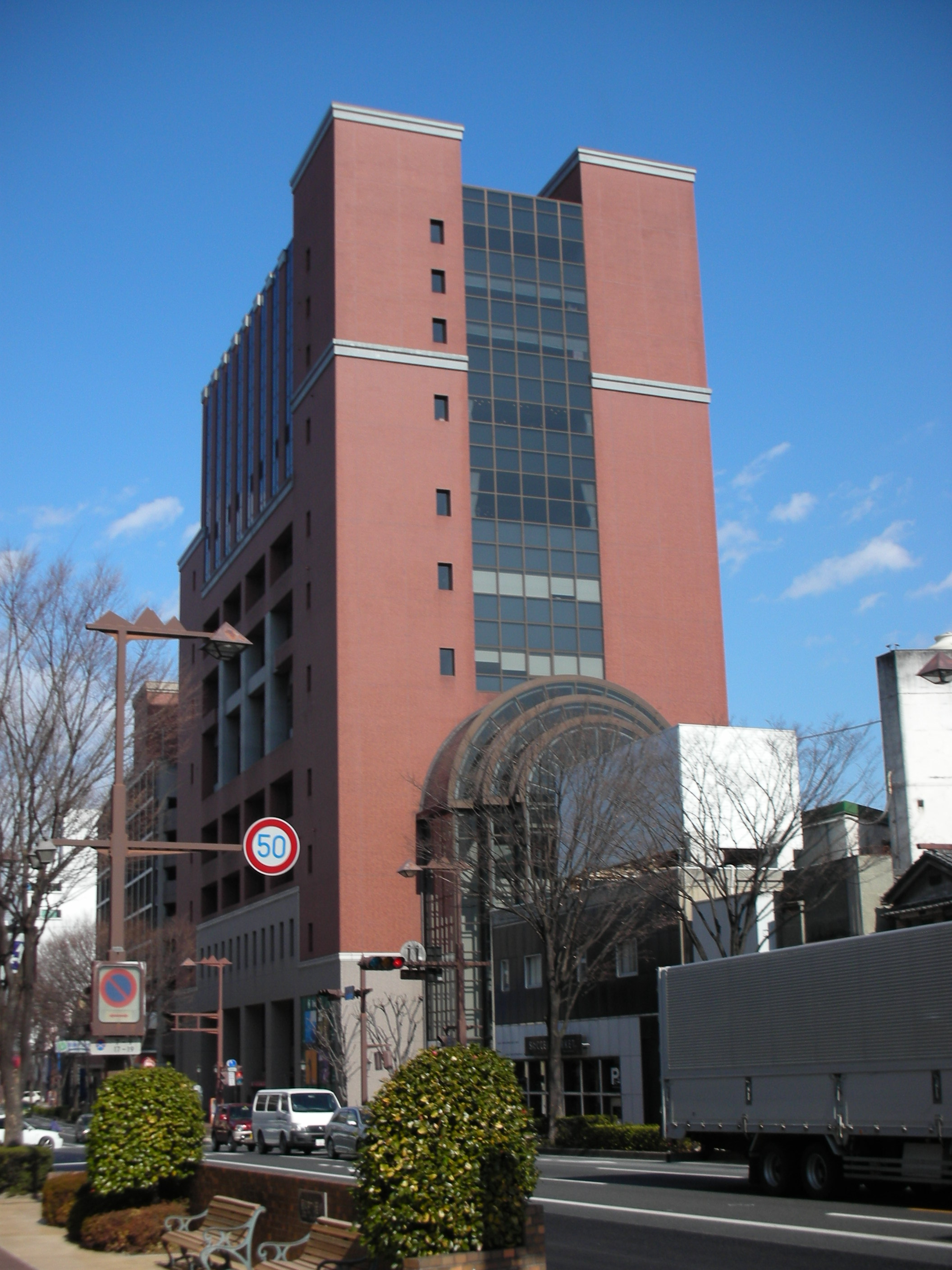
前橋テルサ
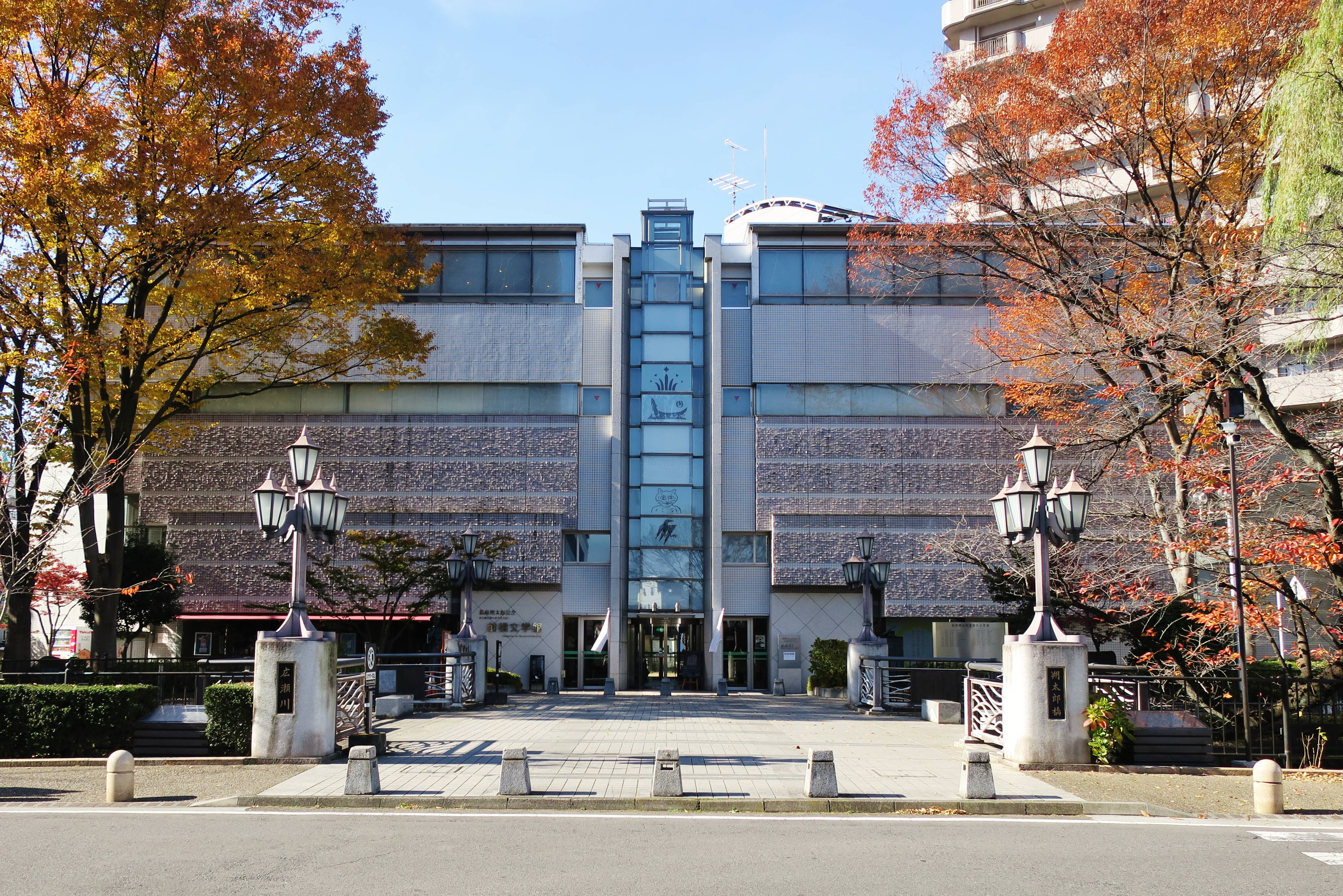
水と緑と詩のまち前橋文学館
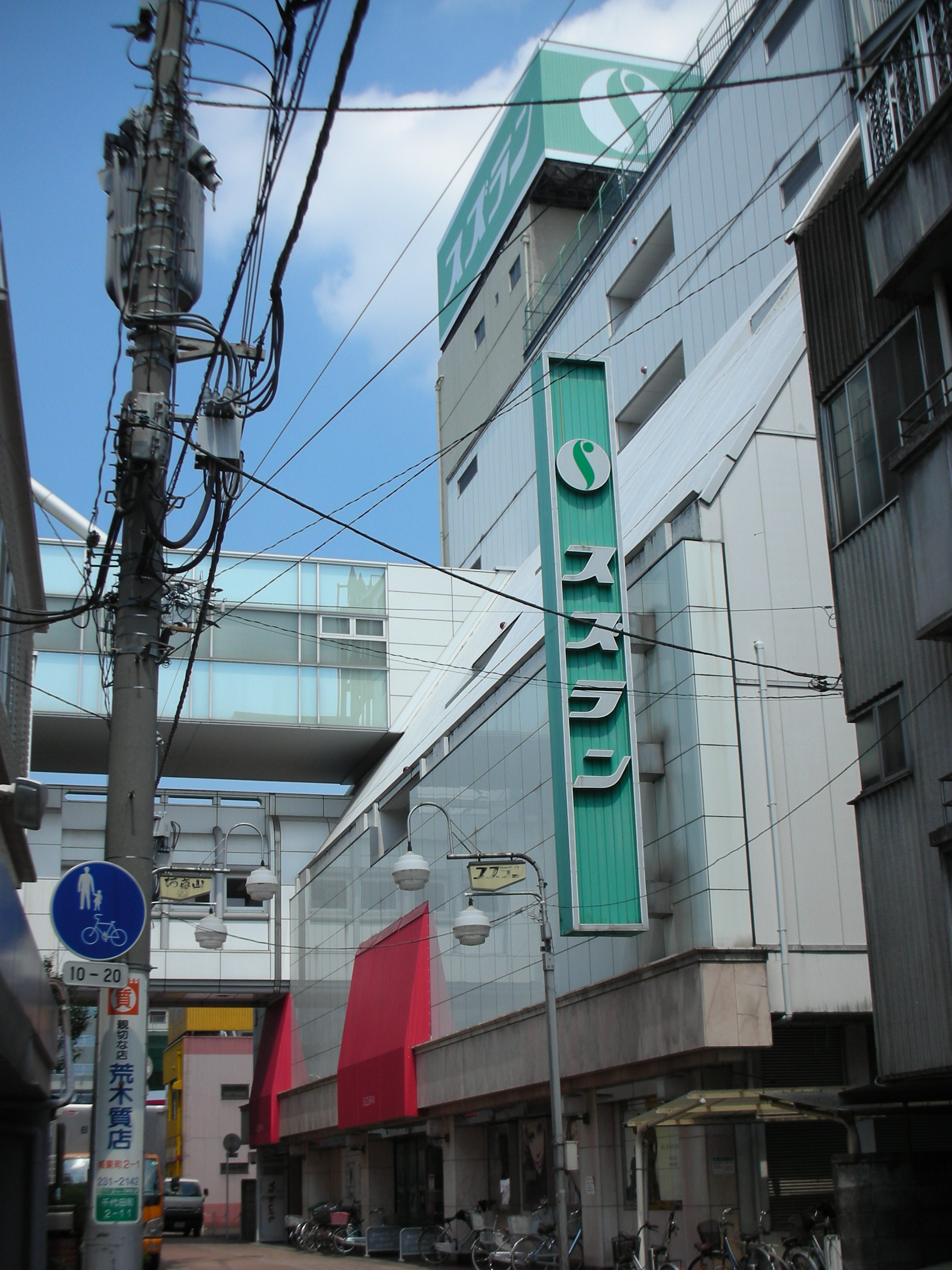
スズラン百貨店前橋店本館